# No You Girls
"No You Girls" – singiel szkockiego zespołu Franz Ferdinand z płyty Tonight: Franz Ferdinand. Nazwa piosenki bywa błędnie zapisywana jako "No You Girls Never Know" (jest to fragment refrenu).

Piosenka została zauważona na świecie po tym, jak firma Apple użyła jej do reklamy 2G iPod touch. Remiksy tej piosenki stworzyli m.in. Vince Clarke, Noze i John Disco. Zostały one umieszczone na singlu 12' oraz digital download.

## Lista utworów
- CD

1. "No You Girls"
2. "No You Girls" (Vince Clarke Remix)

- 7'

1. "No You Girls"
2. "Lucid Dreams"

- 12'

1. "No You Girls" (Noze Remix)
2. "No You Girls" (John Disco Remix)
3. "No You Girls" (Raffertie Remix)
4. "Ulysses" (Zomby Remix)

- Digital Download

1. "No You Girls" (Vince Clarke Remix) – 5:07
2. "No You Girls" (Noze Remix) – 7:08
3. "No You Girls" (John Disco Reversion – Original Vox) – 4:01
4. "No You Girls" (Raffertie Vocal) – 6:44
5. "Ulysses" (Zomby Gloop Remix) – 4:14